# Župna crkva Predragocjene Krvi Isusove u Zagrebu
Župna crkva Predragocjene Krvi Isusove katolička je crkva koja se nalazi u zagrebačkoj četvrti Peščenica – Žitnjak, u naselju Kozari Bok. Crkva sa samostanom građena je od 1995. do 1998. godine. U listopadu 2000. godine posvetio ju je zagrebački nadbiskup kardinal Josip Bozanić.

## Povijest i arhitektura
Crkva je građena prema projektu arhitekta Krešimira Cimpreška iz 1993. godine. Smještena je u neposrednoj blizini Slavonske avenije prema istočnom izlasku iz Zagreba. Arhitektonskim je oblikovanjem postala uočljiv znak u prostoru. Pred crkvom nema prilaznog trga, već je parcela odvojena od ulice ogradom. Ulazni je pretprostor u crkvu dobio privatni karakter izdizanjem od razine okolnog terena.
Crkva je jednobrodna građevina. Liturgijski je prostor longitudinalno usmjeren prema prezbiteriju, koji je izdignut u odnosu na prostor vjernika. U središtu svetišta nalazi se oltar. Lijevo od oltara je ambon, a u pozadini je sjedište predvoditelja slavlja pored kojeg je smješteno svetohranište. Desno od prezbiterija je krstionica, dok se lijevo nalazi prostor za zbor. Sakristija je dio župnog dvora i vezana je za prezbiterij. Nad ulazom u crkvu se nalazi kor, dok su desno smještene ispovjedaonice. Postaje križnog puta nalaze se na na zidovima prostora vjernika.

## Galerija
- Pogled na crkvu s razine ulice
- Pogled na crkvu s predpristupnog prostora
- Pogled na crkvu
- Kip Majke Božje koja se nalazi u dvorištu crkve
- Raspelo i Marijin kip ispred crkve, nalaze se na nižoj razini od crkve koja je izdignuta
- Pogled s ulaza prema oltaru
- Oltar
- Ispovjedaonice, postaje križnog puta i vitraji
- Vitraji, postaje križnog puta i vitraji